# Мирза, Фехмида
Фехмида Мирза (англ. Fahmida Mirza; род. 20 декабря 1956, Карачи, Синд, Пакистан) — первая женщина в Пакистане, занявшая должность спикера нижней палаты парламента государства. С 20 августа 2018 года - федеральный министр по взаимодействию провинций

## Биография
Фехмида родилась 20 декабря 1956 года в богатой семье провинции Синд, у неё два брата и четыре сестры. Её отец, покойный Кази Абдул Маджид Абид, считается пионером современной журналистики на языке синдхи. Кази Абид также служил федеральным министром в кабинете бывшего премьер-министра страны Мухаммада Хана Джунеджо, где он был министром сельского хозяйства, информации и радиовещания, а затем и образования. Он был вновь избран в Национальную ассамблею в 1988 году во время первого пребывания Беназир Бхутто на посту премьер-министра.
В 1982 году Фехмида вышла замуж за доктора Зульфикара Мирзу. Он стал министром внутренних дел Синда в 2008 году. У них родилось четверо детей, два сына и две дочери.
В 2007 году Мирза ступила в ряды Пакистанской народной партии и в 2008 году была избрана в Национальное собрание.  
19 марта 2008 года Фехмида Мирза стала первой в истории Пакистана женщиной-спикером Национальной ассамблеи и первой женщиной, занявшей столь высокую должность в управлении государства после убийства Беназир Бхутто. За неё проголосовало 249 сенаторов из 342. Мирза является сторонником политики, проводимой президентом Асифом Али Зардари.
В 2013 году Мирза победила на перевыборах в Национальное собрание. 
В мае 2018 года Мирза покинула Пакистанскую народную партию (PPP), заявив "Правительство PPP вызвало обнищание Синда и игнорирует население округа Бадин". Она объявила о вступлении в партию, которая обеспечит основные возможности людям ее округа Бадин. В июне 2018 года она вступила в Великий демократический альянс (GDA).